# LACRT
LACRT (англ. Lacritin) – білок, який кодується однойменним геном, розташованим у людей на короткому плечі 12-ї хромосоми. Довжина поліпептидного ланцюга білка становить 138 амінокислот, а молекулярна маса — 14 246.
| 10         |  | 20         |  | 30         |  | 40         |  | 50         |
| ---------- |  | ---------- |  | ---------- |  | ---------- |  | ---------- |
| MKFTTLLFLA |  | AVAGALVYAE |  | DASSDSTGAD |  | PAQEAGTSKP |  | NEEISGPAEP |
| ASPPETTTTA |  | QETSAAAVQG |  | TAKVTSSRQE |  | LNPLKSIVEK |  | SILLTEQALA |
| KAGKGMHGGV |  | PGGKQFIENG |  | SEFAQKLLKK |  | FSLLKPWA   |  |            |

A: Аланін

D: Аспарагінова кислота

E: Глутамінова кислота

F: Фенілаланін

G: Гліцин

H: Гістидин

I: Ізолейцин

K: Лізин

L: Лейцин

M: Метіонін

N: Аспарагін

P: Пролін

Q: Глутамін

R: Аргінін

S: Серин

T: Треонін

V: Валін

W: Триптофан

Секретований назовні.